# Вознесенка (Александровское сельское поселение)
Вознесенка — упразднённая деревня в Тевризском районе Омской области России. Входила в состав Александровского сельского поселения. Исключена из учётных данных в 1999 году.

## География
Деревня находилась на ручье Любашка (приток реки Туй, на расстоянии примерно 3 километров (по прямой) к востоку от села Александровка и 42 км к северо-востоку от районного центра — Тевриза.

## История
Основана в 1908 г. По данным 1928 года посёлок Вознесенский состоял из 20 хозяйств. В административном отношении входил в состав Александровского сельсовета Тевризского района Тарского округа Сибирского края.

## Население
По данным переписи 1926 года в поселке проживало 100 человек (46 мужчин и 54 женщины), основное население — белоруссы.

## Хозяйство
По данным на 1991 г. деревня являлась участком бригады колхоза «Россия».